# YaST
YaST (Yet another Setup Tool, још један алат за подешавање) је алат за подешавање и конфигурацију Linux оперативног система, који се испоручује у openSUSE Линукс дистрибуцији. Поседује алате који могу да конфигуришу многе аспекте система. Прва SuSE дистрибуција која укључује YaST појавила се у мају 1996. године. YaST је поново написан 1999, а први пут је укључен у SuSE Linux 6.3 верзији као инсталациони програм. YaST2 се појавио у верзији SuSE Linux 6.4 и коегзистирао је са YaST1 све док YaST1 није престао са радом од SuSE Linux 8.0 верзије.

## Детаљи
YaST је слободан сотвер развијен од стране SUSE дистрибуције и доступан под ГОЈЛ лиценцом.
YaST2 је алат за администрацију и одржавање SUSE Linux инсталације. Омогућава администраторима да инсталирају софтвер, кофигуришу хардвер, подесе мреже и сервере, и много више.
Особина YaST алата је да подржава оба интерфејса: ГКИ и ncurses. Ово је корисно за инсталације које немају ГКИ као што су сервери, за администрацију преко споре интернет везе.
openSUSE од 10.3 верзије има редизајниран YaST за GNOME, а од верзије 11.2 за KDE.
YaST нуди функционалност управљање пакетом кроз ZYpp пројекат. Почевши од openSUSE 11.0 верзије, ZYpp је интегрисан са SAT solver пројектом, чинећи YaST и Zypper бржим него други системи за управљање пакетом базирани на rpm дистрибуцијама.

## AutoYaST
AutoYaST је систем за аутоматску инсталацију једног или више openSUSE система без интервенције корисника. AutoYaST инсталације се врше помоћу контролних датотека и конфигурационих података. Профил сваког постојећег система чува се у /root/autoyast.xml.